# トミ川
トミ川 (トミがわ、ロシア語: Томь , Tom'; トム川とも) は、ロシア、西シベリアを流れるオビ川水系の河川である。全長は827kmにおよぶ。
アルタイ山脈の北部アバカン山脈の西の斜面に発し、クズネツク平原を流れたのちに北に転じ、トムスク市の北約50kmの地点でオビ川に合流する。
幅は最も広いところで約3km、水源地とオビ川との合流点の高度差は185mある。流域面積は62,000km2におよぶ。
トミ川の通る主な都市は、ノヴォクズネツク、メジュドゥレチェンスク、ケメロヴォ、ユルガ、トムスク、セヴェルスクなどがある。